# Glaucosphaerales
Ordre
Les Glaucosphaerales sont un ordre d'algues rouges unicellulaires de la classe des Rhodellophyceae. 

## Liste des familles
Selon AlgaeBase (6 août 2013), Catalogue of Life (11 juillet 2021) et World Register of Marine Species (11 juillet 2021) :
- famille des Glaucosphaeraceae Skuja